# Émaillage sur lave

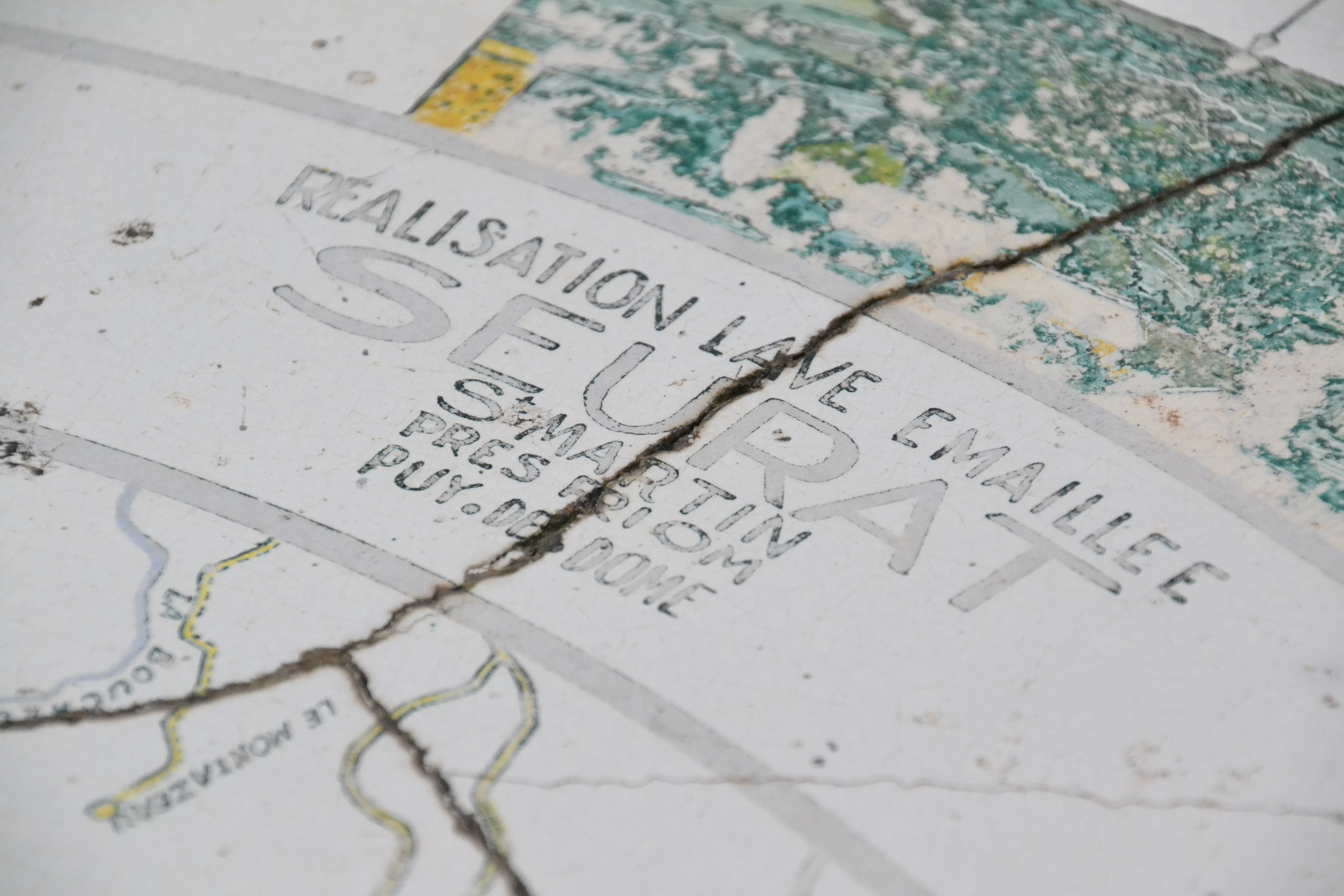
Signature d'une entreprise spécialisée dans la fabrication de tables d'orientation en lave émaillée au quartier Saint-Martin à Mozac (près de Riom, dans le Puy-de-Dôme, France).

L’émaillage sur lave est une technique permettant de produire la lave émaillée, utilisée pour la réalisation de plaques de rues, de tables d'orientation, de plans de travail pour les cuisines, de revêtements muraux, de panneaux et ensembles décoratifs intérieurs et extérieurs, mais aussi d'objets très spécifiques comme des éléments de signalétique, les échelles limnimétriques pour les rivières, les voyants géodésiques ou encore les anciens panneaux de signalisation routière et bornes d'angle Michelin.
Le métier d'émailleur sur lave est enseigné à l'IMAPEC-Traces de pierre (ex-EDAV, École départementale d'architecture de Volvic), à Volvic dans le Puy-de-Dôme. La formation est une certification professionnelle reconnue par l'État (inscrite au RNCP).
C'est un métier aujourd'hui reconnu comme métier d'art, à mi-chemin entre les arts du travail de la pierre et les arts du feu.

## Technique
L'émaillage est une technique qui permet de recouvrir un support d'une couche vitreuse ; les pigments sont fixés au support par une cuisson à une température qui avoisine 960 °C. La lave est le seul type de pierre qui supporte l'émaillage. On émaille la lave ou pierre de Volvic, la lave de Chambois, la lave du Mont-Dore, la lave de Menet, mais aussi la lave de La Réunion ou encore celle d'Italie, d'Indonésie...
La surface de l'émail présente des craquelures (effet de faïençage), qui s'expliquent par le fait que l'émail a un coefficient de dilatation supérieur à celui de la lave ; au refroidissement, la différence de rétraction entraîne l'apparition de ce phénomène de micro-fissuration.

## Propriétés de la lave émaillée
La lave émaillée possède des propriétés qui expliquent son emploi à des fins utilitaires ou décoratives, dont les principales sont sans doute sa grande résistance aux agressions thermiques ou chimiques et sa stabilité dans le temps.
La lave émaillée supporte de très hautes températures et est insensible au gel. Elle est imputrescible et les couleurs sont stables à la lumière du soleil. Sa résistance au gel, aux intempéries et à la lumière du soleil en fait le support idéal pour les tables d'orientation, tandis que ses qualités hygiéniques expliquent son utilisation pour les surfaces culinaires et les laboratoires.

## Sources
- Laves émaillées : un décor oublié du XIXe siècle, catalogue de l'exposition du Musée de la vie romantique, Paris, 15 octobre 1998 - 17 janvier 1999 par Georges Brunel.